# Romane (guitariste)
Pour les articles homonymes, voir Romane.
Romane, de son vrai nom Patrick Leguidcoq, est un guitariste de jazz né à Paris (France) en 1959.

## Parcours
Bien que non gitan, Romane bénéficie très tôt de l'influence du style manouche et en particulier de Django Reinhardt, dont il reste un fidèle héritier, ce qui ne l'empêche pas de composer des morceaux personnels.
Sa discographie montre une volonté de ne pas s'enfermer dans un style, que ce soit par le choix des musiciens, des instruments d'accompagnement ou de l'électrification ou non de sa guitare. Il varie également les formations auxquelles il participe, du duo au sextet : par exemple, le groupe Django Vision ou encore le Romane Acoustic Quartet. Ses rencontres multiples vont de Florin Niculescu à Didier Lockwood, Tchavolo Schmitt, Angelo Debarre, Jean Marie Redon ou Stochelo Rosenberg.
Romane, également pédagogue, publie plusieurs méthodes de guitare, ouvre une école de musique manouche (la Swing Romane Académie), lance un journal (French Guitare) et devient le premier directeur pédagogique du Village musiques actuelles de l'école ATLA fondé par Noëlle Tatich en 1994.
Son fils aîné, Richard Manetti, poursuit également une carrière de guitariste jazz et swing manouche. Ils se produisent régulièrement ensemble sur les scènes nationales et internationales. Son fils cadet, Pierre, est aussi un guitariste talentueux.

## Discographie
- 1983 : Guitare manouche, complément sonore de la méthode éponyme publiée sous le nom de Patrick Leguidcoq (45 tours quatre titres – après un bref didacticiel d'accordage), avec Bruno Morange, contrebasse, éditions Salabert
- 1992 : Swing for Ninine, Iris Music[4]
- 1994 : Quintet, Iris Music
- 1996 : Ombre, Iris Music
- 1998 : New Quintette du Hot Club de France (avec Babik Reinhardt), Iris Music
- 1998 : Samois-sur-Seine, Iris Music
- 1999 : Impair et Valse, Iris Music
- 2000 : Élégance (duo avec Stochelo Rosenberg), Iris Music
- 2002 : Romane Acoustic Quartet, Iris Music
- 2002 : Romane & the Frédéric Manoukian Orchestra, Iris Music
- 2003 : Swing in Nashville, Iris Music
- 2003 : Djangovision, Iris Music
- 2004 : Double jeu (duo avec Stochelo Rosenberg), Iris Music
- 2005 : French Guitar (Romane Acoustic Quintet), Iris Music
- 2006 : Gypsy Guitar Masters (duo avec Stochelo Rosenberg), Iris Music
- 2007 : Père et fils (avec son fils, Richard Manetti), Iris Music
- 2010 : Tribulations (avec Stochelo Rosenberg et plusieurs invités), Universal Music
- 2010 : Copain Django (avec Marcel Campion et Chriss Campion), Frémeaux & Associés
- 2011 : Roots and Groove  (CD et DVD), Frémeaux & Associés
- 2013 : Guitar Family Connection (avec ses fils, Richard et Pierre Manetti), Frémeaux & Associés

### Compilations
- 2001 : Swing Guitare (réédition et regroupement de Swing for Ninine et de Quintet), Iris Music
- 2005 : Acoustic Spirit (recueil « spécial guitaristes » de titres empruntés aux albums Ombre et Samois-sur-Seine), Iris Music

### Collaborations
- 2017 : Imparfaite Jil Caplan, composition musicale, Washi Washa/Warner

## Publications
- Romane est le fondateur du magazine French Guitare, dont le 1er numéro paraît en mars 1997. Le titre devient French Guitare et Chanson en 2000 puis cesse sa publication la même année.
- Guitare manouche, sous le nom de Patrick Leguidcoq (méthode), éd. Salabert, 1983
- Gypsy Jazz, avec Derek Sébastian (méthode), éd. Paul Beuscher - Arpèges
- La Pompe, avec Derek Sébastian (méthode)
- L’Esprit manouche, avec Derek Sébastian (méthode), éd. Carisch France, 2001
- La Guitare jazz manouche (méthode en DVD), éd. PDG

## Prix
- 1997 : Prix Sidney Bechet de l'Académie du jazz
- 2013 : Grand Prix du Jazz, Grand prix Sacem[5]